# 春の風
「春の風」（はるのかぜ）NHK『みんなのうた』1972年4月-5月に放送された楽曲。作詞：和田徹三、作曲：広瀬量平、歌：東京荒川少年少女合唱隊。
春の風が木々の芽や小川や野原を流れながら、春だよと告げる様子を歌う。『みんなのうた』では3番の調が変えられ、2番と3番の間に間奏が添えられた。また同番組のテレビ放送に使用されたアニメ映像は牧野圭一主宰のアニメマキノプロが製作を担当し、春の風を妖精に見立てて表現している。
再放送はなされていなかったが、「みんなのうた発掘プロジェクト」で音声が発掘され、2012年4月-5月にラジオのみで40年ぶりの再放送が行われ、その後2015年4月-5月にもラジオのみで再放送された。